# 1970-е годы в музыке
1970-е годы в музыке:
На «семидесятые» пришёлся расцвет хард-рока (Led Zeppelin, Black Sabbath, Deep Purple, Rainbow, Nazareth) и прогрессивного рока (Pink Floyd, King Crimson, Alan Parsons Project).
Начало десятилетия ознаменовалось распадом «Битлз» (1970) и началом сольной карьеры Джона Леннона (кумира хиппи и одного из самых значительных общественных деятелей 1960-х — 1970-х годов).

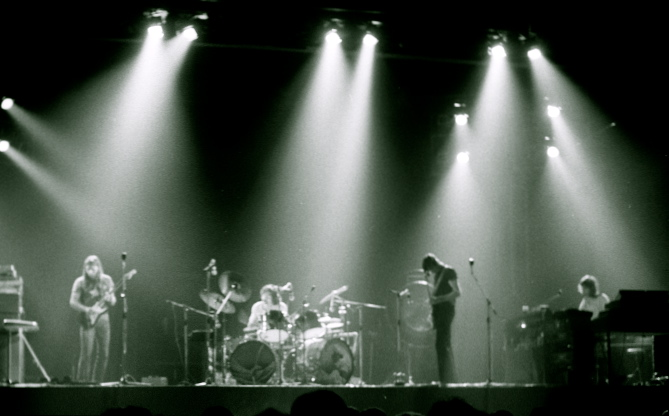
Группа «Пинк Флойд», яркие представители прогрессивного и психоделического рока

Расцвет появившегося в предыдущем десятилетии сатерн-рока («южного рока»).
Появился глэм-рок (Queen, Kiss).
Проявление софт-рока (рок с более приятным, мягким и приглушенным звучаним) и, наоборот, — паб-рока (направление, возникшее в Британии в первой половине 70-х, как протестная реакция представителей британского рутс-рока на чрезмерную отполированность звука в прог-роке и американском AOR, андрогинность звёзд глэм-рока).
Появление раннего хэви-метала (Black Sabbath, Judas Priest),
в 1974 году — панк-рока (Ramones, Sex Pistols; предтечи — протопанк),
а в конце десятилетия — пост-панка (Joy Division, The Cure, Sisters of Mercy)
Фолк-музыка: появление стиля новая акустика (англ. New Acoustic Music) — смесь блюграсса и джаза, с использованием исключительно акустических инструментов;
В электронной музыке: синтезаторы, после создания первого коммерческого (MiniMoog) в конце 60-х, — на протяжении 70-х стали модным и популярным новшеством в музыке, постепенно вытесняя электроорганы; электронная музыка 70-х — это в основном клавишно-синтезаторная музыка.
Этим было положено начало электронной музыке как самостоятельному направлению, стараниями исполнителей краут-рока Can, Popol Vuh, Клауса Шульце и групп Tangerine Dream, Organisation, Kraftwerk, Cluster, Neu! (см. Берлинская школа электронной музыки). Черпая основные идеи как из спейс-рока и психоделического рока, так и из академического авангарда Карлхайнца Штокхаузена и Яниса Ксенакиса, эти музыканты создавали экспериментальные звуковые коллажи. Основная идея заключалась в использовании электроники как нового выразительного средства, способного вызывать в воображении сюрреалистические образы.

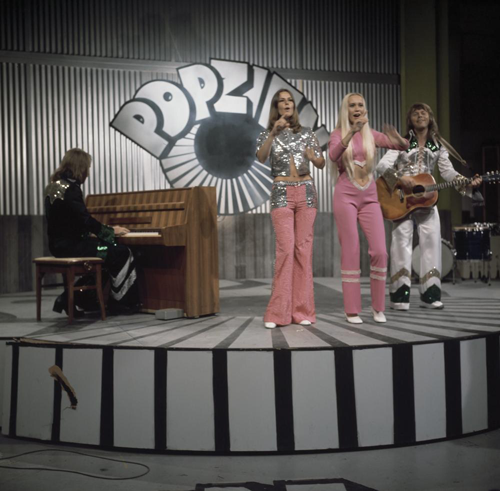
1970-е — эпоха популярности музыки диско и таких групп как шведский квартет «ABBA»

Зарождение стиля индастриал (в качестве даты возникновения «индастриала» обычно называется два варианта — 1974 (год оформления собственно музыкального направления) или 1976, год возникновения самого термина «industrial music»).
В конце 70-х — зарождение электронного стиля нью-вейв и, как противопоставление ему — возникновение в Нью-Йорке оригинального направления ноу-вейв (англ. No Wave, дословно «Не волна» или «Никакая волна»), ставшее своеобразным «ответом» свободных художников и музыкантов на коммерческий нью-вейв.
В поп-музыке — развитие (взлёт и угасание) бабблгама; появление и «золотая эпоха» диско (ABBA, Boney M., Bee Gees).
1970-е годы это эпоха дискотек с их яркими светомузыкальными огнями, когда танцевальная музыка приобрела большую популярность среди публики.
Вариации диско, такие как хай-энерджи (Hi-NRG), фристайл (freestyle music) и пр. (позднее ярко вспыхнуло итало-диско).
В конце 70-х — возникновение, на спаде эпохи диско, течения постдиско — ньюйоркского развития популярной музыки в виде электронного прогрессивного ритм-н-блюза (некоторые варианты постдиско включают дэнс-поп и ранний альт-дэнс) как противопоставление диско.
Арт-поп в 1970-х пережил свой «золотой век» благодаря таким исполнителям, как Дэвид Боуи и Roxy Music, в чьих творчествах были охвачены театральность и одноразовость поп-культуры.

## В СССР

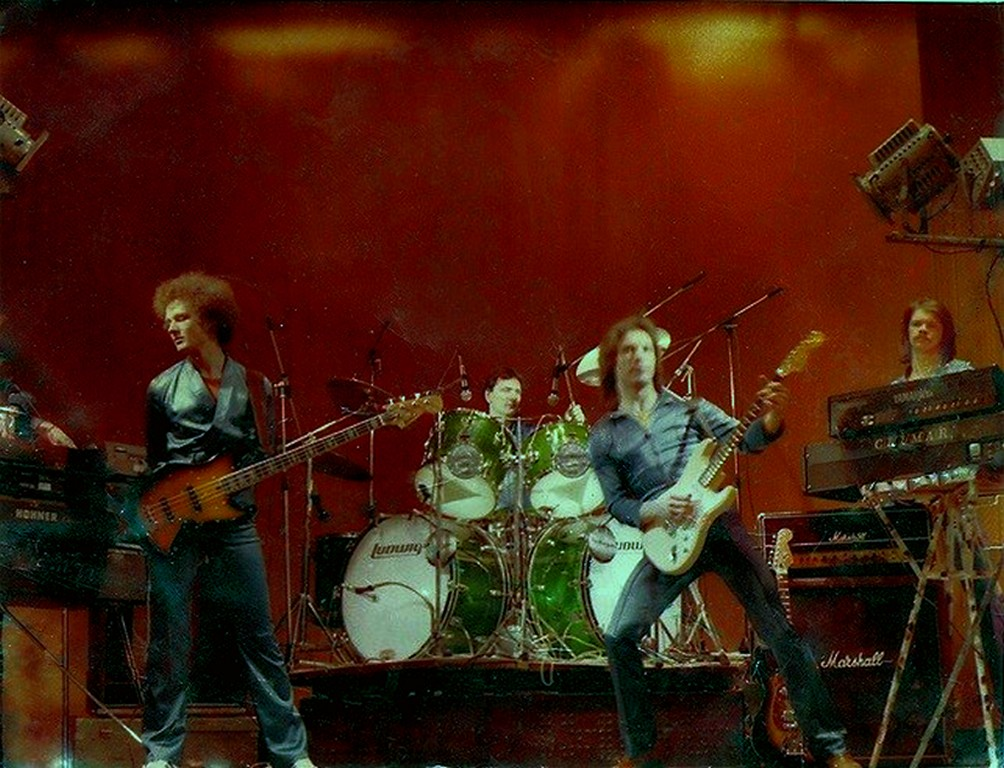
Собрался первый состав группы «Земляне»

В 1970-е курс на эстраду и лирику продолжился. Среди популярных композиторов тех лет, оставивших след в истории советской музыки, стоит назвать имена М. Таривердиева, Д. Тухманова, М. Танича, В. Шаинского и многих других.
В 70-е годы начали свою карьеру, а затем получили всесоюзную известность певцы и исполнители: София Ротару, Алла Пугачёва, Валерий Леонтьев, Владимир Мигуля; 
вокально-инструментальные ансамбли и рок-группы: «Песняры», «Самоцветы», «Добры молодцы», «Синяя птица», «Маки», «Серебряные струны», «Цветы», «Земляне», «Машина времени», и другие.
Возрос интерес и к вокально-инструментальным ансамблям (ВИА), которые начали формироваться в конце 60-х. Репертуар «ВИА», с одной стороны, был написан профессиональными композиторами и поэтами, с другой – значительно отличался от классической эстрады тех лет и был явно ориентирован на молодежь. Музыка в исполнении всевозможных ВИА была разнообразна: от фолка и народных песен до диско, рок-музыки и новой волны. Несмотря на то, что в своём творчестве ВИА ориентировались на популярные на западе рок-группы, все композиции проходили строгий отбор на художественном совете. 
Одновременно в этот период на российскую поп-музыку начинают оказывать влияние разнообразные популярные западные жанры, как джаз и рок (происходит становление и развитие русского рока) и т. д.). Но и сама популярная советская музыка приобретает некоторую популярность в странах Восточной Европы.
Выходят магнитоальбомы (самиздат) «подпольных» рок-групп («Воскресение», «Аквариум», «Машина времени», «Мифы» и др.).
Отдельным жанром, завоевавшим популярность среди слушателей, стали главные темы из популярных кинолент (то, что сейчас называется «саундтреком») — например, песни Таривердиева «Никого не будет в доме» на стихи Б. Пастернака, «По улице моей» на стихи Б. Ахмадулиной и «Со мною что-то происходит» Е. Евтушенко (в «Ирония судьбы, или С лёгким паром!», 1976) или «У природы нет плохой погоды» Петрова (в «Служебном романе», 1977) — становятся у всех на слуху и плотно входят в повседневную жизнь. 
Эпоха проходит под знаком песенно-поэтического творчества Владимира Высоцкого 70-х годов.

### Рок-фестивали СССР, 1969—1979
- Вудсток-на-Дону (Ростов-на-Дону, май 1969)
- Серебряные струны (Горький, 1970-71)
- Таллинские песни молодёжи (Таллин, март 1976)

## Персоналии
Группы
- ABBA
- AC/DC
- Queen
- Eagles
- Sex Pistols
- Rainbow
- «Песняры»
- «Цветы»
- «Машина времени»
- «Земляне»

Исполнители
- Владимир Высоцкий
- Элвис Пресли
- Роберт Плант
- Дэвид Боуи
- София Ротару
- Алла Пугачёва
- Владимир Мигуля;
- Борис Гребенщиков

## Хронология
- 7 февраля 1970 песня «Venus» ("Шизгара") группы «Shocking Blue» заняла первое место в чарте Billboard Hot 100; в этом же году песня достигла первых мест в американском и пяти европейских чартах (Бельгия, Германия, Италия, Испания, Франция).
- 10 апреля 1970 — официальный распад The Beatles
- 1970, март — дебютный студийный альбом «Black Sabbath» (Black Sabbath); в том же году в октябре — Paranoid
- 1970, июнь — дебютный студийный альбом Uriah Heep
- 1970, октябрь — выход альбома Led Zeppelin III рок-группы Led Zeppelin

- 1971 — дебютный студийный альбом ВИА «Песняры» (Песняры I)
- 1971 — дебютный студийный альбом шотландской рок-группы «Nazareth» (Nazareth)
- 1971 — дебютный студийный альбом «ZZ Top» (ZZ Top’s First Album)
- 1971, ноябрь — выход альбома Led Zeppelin IV
- 1973, сентябрь- выход вльбома Status Quo. Заняли первое место на британских чартах с альбомом . после этого начался их пик популярности.Hello! (альбом).

- 1975, февраль — первый альбом AC/DC (High Voltage)

- 1976 — первый советский коллектив («Песняры») отправляется на гастроли в США.